# Apseudomorpha fontainei
Apseudomorpha fontainei is een naaldkreeftjessoort uit de familie van de Metapseudidae. De wetenschappelijke naam van de soort is voor het eerst geldig gepubliceerd in 1987 door Gutu.